# Dypsis perrieri
Espèce
Synonymes
- Antongilia perrieri Jum.[1] [2]
- Chrysalidocarpus auriculatus Jum.[1] [2]
- Chrysalidocarpus ruber Jum.[1] [2]

Statut de conservation UICN

 VU B2ab(ii,iii,v); D1 : Vulnérable
Dypsis perrieri est une espèce de plantes de la famille des Arecaceae.

## Publication originale
- Palms of Madagascar 351. 1995.